# Calyptranthes bipennis
Calyptranthes bipennis är en myrtenväxtart som beskrevs av Otto Karl Berg. Calyptranthes bipennis ingår i släktet Calyptranthes och familjen myrtenväxter. Inga underarter finns listade i Catalogue of Life.